# Ila Arun
Ila Arun (Jaipur, 28 de septiembre de 1954) es una actriz de televisión y cantante de folk/folk-pop india. Además es madre de la actriz y cantante Ishita Arun.

## Biografía
Ishe nació y se crio en la capital del estado de Jaipur. Se graduó en la universidad de Maharani en Jaipur, India.

## Carrera
En "Fame Gurukul" (programa de televisión trasmitido por Sony Entertainment de la India), era la directora de la escuela en la que se preparaba a los concursantes del programa para cantar en el Reality Show. También participó en el Junoon NDTV Imagine que era un reality show, quien estaba cargo Kuchh Kar Dikhaane Ka, como juez para la evaluación de cantantes de género folk Maati ke laal. Arun ha interpretado canciones para numerosas películas en hindi y en un buen número de idiomas al sur de India, como Tamil y Telugu. Su canción de la película más famosa hasta la fecha ha sido "Choli Ke Peeche" de la película Khalnayak por la que ganó un premio. Ella también ha interpretado otra canción en Tamil Muthu Muthu Mazhai en la composición de AR Rahman para la banda sonora de la película Sr. Romeo. Su canción más reciente que fue un éxito escrito y compuesto por Slumdog Millionaire, un compositor de renombre internacional. La canción se grabó "Ringa Ringa" fue compartida a dúo junto a Alka Yagnik.

## Discografía
- Vote for Ghagra
- Main ho gayi Sawa Lakh ki
- Banjaran
- Choli Ke Peeche Vol 2
- Best of Ila
- Khichdi
- Haule Haule
- Nigodi Kaisi Jawani Hai
- Ila Arun Pop Hits
- Chhappan Chhuri
- Mare hiwda ma

## Filmografía

### Como Actriz
- 2010 - West Is West - Basheera Khan
- 2010 - Well Done Abba - Salma Ali
- 2008 - Jodhaa Akbar - Maham Anga
- 2008 - Welcome to Sajjanpur - Ramsakhi Pannawali
- 2006 - Chingaari - Padmavati
- 2005 - Bose - The Forgotten Hero - Ranu
- 1998 - China Gate - Mrs. Gopinath
- 1996 - Ghatak - Mrs. Malti Sachdev
- 1994 - Droh Kaal - Zeenat
- 1990 - Police Public - Laxmi, deaf servant
- 1985 - Trikal - Cook
- 1983 - Ardh Satya - Sneha Bajpai
- 1983 - Mandi - Bordello girl